# Tour de França femení
El Tour de França femení (actualment conegut com Tour de France Femmes avec Zwift per raons comercials) és una cursa ciclista de carretera per etapes disputada per dones a França durant diversos períodes, essent l'actual vigent des del 2022.
La prova és la continuació al Tour de France féminin, disputat entre el 1984 i el 1989, La Grande Boucle féminine internationale, disputada entre el 1992 i el 2009, i la Route de France féminine, disputada entre el 2006 et 2016, curses ciclistes que es disputaven anualment a França i que eren considerades la versions femenines del Tour de França masculí. Per això, se les considerava una de les tres grans voltes femenines, juntament amb el Giro d'Itàlia femení i el Tour de l'Aude femení. Arran de la desaparició del Tour de l'Aude el 2010 i la consolidació de la Vuelta a Espanya a partir de 2023, es considera que les grans voltes femenines són les mateixes que les masculines.

## Història

### El Tour de França femení
El 1955 es va celebrar una primera cursa femenina del Tour de França, que no va tenir continuïtat. Comptava amb 5 etapes i hi van prendre la sortida 41 corredores. La britànica Millie Robinson en va ser la vencedora.
Durant la dècada dels 1980, Amaury Sport Organisation (ASO), l'empresa organitzadora del Tour de França masculí, decideix implementar una edició femenina de la prova. Així doncs, entre el 1984 i el 1989, se'n celebraran 6 edicions, tot i que sempre és considerada l'aperitiu de la masculina, ja que les corredores disputen el mateix recorregut que els seus homòlegs masculins el mateix dia que ells; però abans que aquests no comencin la seva etapa. El 1989, el director del Tour de França, Jean-Marie Leblanc, decideix suspendre la celebració de la prova femenina sota el pretext que és massa "restrictiva econòmicament". Per aquest motiu, el 1990, la prova canvia de format i esdevé el Tour de la CEE femení; però, quedant massa allunyada de l'interès que podria generar el Tour de França, es deixa de celebrar el 1993.

### La Grande Boucle internationale femenina i la Ruta de França femenina
En paral·lel a la celebració del Tour de la CEE femení, el 1992 es va celebrar la primera edició del Tour ciclista femení, competició organitzada independentment per Pierre Boué, qui no podia utilitzar la marca "Tour de França" per estar registrada per ASO. El 1998, a causa d'un litigi amb ASO, la prova ha de canviar el nom i passa a anomenar-se Grande Boucle féminine internationale, a la vegada que es prohibeix anomenar "maillot jaune" el mallot groc que vesteix la líder de la classificació general, havent d'usar el terme "maiilot or". Part del pilot femení en critica l'organització, queixant-se per la tria d'hotels (de baixa categoria i sense aire condicionat), els llargs trasllats entre etapes, uns recorreguts neutralitzats massa llargs i els retards en els pagaments dels premis. Problemes financers de l'organització fan que l'edició del 2004 no es pugui celebrar i que, a partir de la següent edició, vegi rebaixat el seu estatus dins de la classificació de la UCI, que la situa a la categoria nacional, ja que passa a tenir només 5 etapes, enlloc de les 10 o 15 que havia tingut fins aquell moment. De fet, l'edició del 2006 coincideix amb el Giro d'Itàlia femení, de tal manera que les ciclistes han de triar entre una o altra competició i totes les edicions entre el 2005 i el 2009, quan se celebra la seva darrera edició, són guanyades per corredores de la mateixa estructura (Univega), tot i que canvia de nom.
Mentrestant, el 2006, l'UCI havia validat el projecte d'Hervé Gérardin, un antic membre d'ASO que havia creat Organisation Routes et Cycles i havia dissenyat la Ruta de França femenina, classificada en el millor nivell per l'UCI. Disputada ja el 2006, té problemes per a desenvolupar-se i no aprofita la desaparició de la Grande Boucle. No rep el suport dels mitjans de comunicació i té dificultats organitzatives. No es disputa el 2011 i és anul·lat el 2017 i, de nou, el 2018. Aquestes dues cancel·lacions successives són fatals, l'organitzador renuncia a continuar l'aventura i la Ruta de França femenina queda suspesa després de deu edicions.

### El retorn del Tour de França
Després de l'èxit de La course by Le Tour de France, prova femenina d'un dia organitzada entre el 2014 i el 2021, com a preludi a una etapa del Tour de França masculí, habitualment la dels Camps Elisis, ASO va decidir rellançar el Tour de França femení, batejant la prova Le Tour de France Femmes avec Zwift. Zwift, de fet, patrocinarà la prova durant els 4 primers anys. La directora del Tour femení és l'excampiona ciclista Marion Rousse.
El director del Tour de França i un dels responsables d'ASO, Christian Prudhomme, considera que cal aprendre dels errors del passat per tal que la nova prova "resisteixi el pas del temps". A tal efecte, "la cursa no pot perdre diners." El repte que es marquen els organitzadors és que el Tour de França femení arribi a les 100 edicions i, per això, l'organitzen just a continuació de la prova masculina, a fi i efecte que els canals de televisió que ofereixin la prova masculina també ho facin amb la femenina.
La primera edició se celebrà el juliol de 2022. Va tenir 8 etapes i va començar als Camps Elisis de París el dia de la fi del Tour de França masculí 2022. La neerlandesa Annemiek van Vleuten en fou la primera vencedora. La gran diferència d'etapes entre la prova femenina i la masculina (8 i 21, respectivament), va generar certa polèmica entre les corredores, ja que no hi ha una posició uniforme sobre la conveniència de seguir el model de ciclisme masculí. A tall d'exemple, mentre la tricampiona mundial Anna van der Breggen va manifestar que "és possible fer un Tour de França de tres setmanes; la qüestió és en la voluntat, en si ho volem fer," la campiona sudafricana Ashleigh Moolman-Pasio considerava que "necessitem que el ciclisme femení creixi una mica més abans d'estar preparades per a una cursa de tres setmanes. Crec que en som capaces; però hi hauria una diferència bastant gran. Simplement, no crec que sigui el moment adequat."
L'edició de 2023 va seguir el mateix patró que la de 2022; però, coincidint amb els Jocs Olímpics de París, la de 2024 va celebrar-se de manera independent a la seva homòloga masculina. A més, per primer cop, el Grand Départ es féu des de l'estranger (els Països Baixos). L'edició següent tornà a presentar una novetat. En aquest cas, la prova afegí un novè dia de competició, un més que fins llavors.

## Palmarès Tour de França femení - Tour de la CEE femení
| Any                   | Vencedora            | Segona               | Tercera              |
| Tour de França femení |                      |                      |                      |
| --------------------- | -------------------- | -------------------- | -------------------- |
| 1984                  | Marianne Martin      | Heleen Hage          | Deborah Schumway     |
| 1985                  | Maria Canins         | Jeannie Longo        | Cécile Odin          |
| 1986                  | Maria Canins         | Jeannie Longo        | Inga Thompson        |
| 1987                  | Jeannie Longo        | Maria Canins         | Ute Enzenauer        |
| 1988                  | Jeannie Longo        | Maria Canins         | Elizabeth Hepple     |
| 1989                  | Jeannie Longo        | Maria Canins         | Inga Thompson        |
| Tour de la CEE femení |                      |                      |                      |
| 1990                  | Catherine Marsal     | Leontien van Moorsel | Astrid Schop         |
| 1991                  | Astrid Schop         | Leontien van Moorsel | Roberta Bonanomi     |
| 1992                  | Leontien van Moorsel | Heidi Van de Vijver  | Roberta Bonanomi     |
| 1993                  | Heidi Van de Vijver  | Leontien van Moorsel | Alexandra Koliasseva |

## Palmarès Tour ciclista femení - Gran Bucle femení
| Any                  | Vencedora            | Segona               | Tercera                |
| Tour ciclista femení |                      |                      |                        |
| -------------------- | -------------------- | -------------------- | ---------------------- |
| 1992                 | Leontien van Moorsel | Jeannie Longo        | Heidi Van de Vijver    |
| 1993                 | Leontien van Moorsel | Marion Clignet       | Heidi Van de Vijver    |
| 1994                 | Valentina Polkhanova | Rasa Polikevičiūtė   | Cécile Odin            |
| 1995                 | Fabiana Luperini     | Jeannie Longo        | Luzia Zberg            |
| 1996                 | Fabiana Luperini     | Rasa Polikevičiūtė   | Jeannie Longo          |
| 1997                 | Fabiana Luperini     | Barbara Heeb         | Linda Jackson          |
| Gran Bucle femení    |                      |                      |                        |
| 1998                 | Edita Pučinskaitė    | Fabiana Luperini     | Alessandra Cappellotto |
| 1999                 | Diana Žiliūtė        | Valentina Polkhanova | Edita Pučinskaitė      |
| 2000                 | Joane Somarriba      | Edita Pučinskaitė    | Géraldine Loewenguth   |
| 2001                 | Joane Somarriba      | Fabiana Luperini     | Judith Arndt           |
| 2002                 | Zinaida Stahurskaia  | Susanne Ljungskog    | Joane Somarriba        |
| 2003                 | Joane Somarriba      | Nicole Brändli       | Judith Arndt           |
| 2004                 | No disputat          | No disputat          | No disputat            |
| 2005                 | Priska Doppmann      | Edwige Pitel         | Christiane Soeder      |
| 2006                 | Nicole Cooke         | Maryline Salvetat    | Tatsiana Sharakova     |
| 2007                 | Nicole Cooke         | Priska Doppmann      | Emma Pooley            |
| 2008                 | Christiane Soeder    | Karin Thürig         | Nicole Cooke           |
| 2009                 | Emma Pooley          | Christiane Soeder    | Marianne Vos           |

## Palmarès del Tour de France Femmes avec Zwift
| Any  | Vencedora              | Segona         | Tercera              |
| ---- | ---------------------- | -------------- | -------------------- |
| 2022 | Annemiek van Vleuten   | Demi Vollering | Katarzyna Niewiadoma |
| 2023 | Demi Vollering         | Lotte Kopecky  | Katarzyna Niewiadoma |
| 2024 | Katarzyna Niewiadoma   | Demi Vollering | Pauliena Rooijakkers |
| 2025 | Pauline Ferrand-Prévot | Demi Vollering | Katarzyna Niewiadoma |
| 2026 |                        |                |                      |